# Montenegro en de Europese Unie
Servië en Montenegro begon het proces van toetreding tot de Europese Unie in november 2005 toen onderhandelingen over het stabilisatie- en associatieovereenkomst begonnen. In mei 2006 koos de bevolking van Montenegro in een referendum voor onafhankelijkheid. Servië zette de bestaande onderhandelingen voort terwijl Montenegro aparte onderhandelingen begon in september 2006. Het verdrag werd uiteindelijk op 15 oktober 2007 getekend. Op 15 december 2008 vroeg Montenegro officieel EU-lidmaatschap aan.
Montenegro kampt met ecologische, juridische en misdaad gerelateerde problemen die toetreding in de weg kunnen staan. Montenegro tekende een overeenkomst met de Bulgaarse regering in december 2007 waar Bulgarije de taak op zich nam om het land te helpen met Euro-Atlantische relaties en Europese integratie voor de daaropvolgende drie jaar.
Op 17 december 2010 ging de Raad van de Europese Unie akkoord met de aanvraag van Montenegro, waarmee het officieel de status verwierf van kandidaat-lid. Opvallend was dat Montenegro deze status eerder kreeg dan Servië, dat pas in 2012 deze status verwierf. De toetredingsonderhandelingen met Montenegro vingen aan op 29 juni 2012.
In 2018 was de verwachting dat als Montenegro zijn rechtsstaat en nationaal bestuur op korte termijn in orde krijgt, het land tegen 2025 een volwaardig lid van de Europese Unie zou kunnen zijn.

## Onderhandelingen
| Gemeenschapsrecht                                             | Screening begonnen    | Screening voltooid | Hoofdstuk geopend | Hoofdstuk afgesloten |
| ------------------------------------------------------------- | --------------------- | ------------------ | ----------------- | -------------------- |
| 1. Vrij verkeer van goederen                                  | 2013-01-14            | 2013-03-06         | 2017-06-20        | –                    |
| 2. Vrij verkeer van werknemers                                | 2013-05-13            | 2013-06-07         | 2017-12-11        | –                    |
| 3. Recht van vestiging en vrije dienstverrichting             | 2012-10-23            | 2012-11-30         | 2017-12-11        | –                    |
| 4. Vrij verkeer van kapitaal                                  | 2013-01-18            | 2013-02-21         | 2014-06-24        | –                    |
| 5. Overheidsopdrachten                                        | 2012-09-27            | 2012-11-19         | 2013-12-18        | –                    |
| 6. Vennootschapsrecht                                         | 2012-10-02            | 2012-11-22         | 2013-12-18        | –                    |
| 7. Wet inzake intellectuele eigendom                          | 2012-10-11            | 2012-11-21         | 2014-03-31        | –                    |
| 8. Concurrentiebeleid                                         | 2012-10-03            | 2012-12-04         | 2020-06-30        | –                    |
| 9. Financiële diensten                                        | 2013-04-17            | 2013-06-11         | 2015-06-22        | –                    |
| 10. Informatiemaatschappij en media                           | 2012-12-06            | 2013-01-22         | 2014-03-31        | –                    |
| 11. Landbouw                                                  | 2012-11-06            | 2012-12-13         | 2016-12-13        | –                    |
| 12. Voedselveiligheid, veterinair en fytosanitair beleid      | 2012-10-15            | 2013-02-01         | 2016-06-30        | –                    |
| 13. Visserij                                                  | 2013-03-14            | 2013-06-06         | 2016-06-30        | –                    |
| 14. Vervoersbeleid                                            | 2013-04-22            | 2013-05-30         | 2015-12-21        | –                    |
| 15. Energie                                                   | 2013-02-27            | 2013-04-11         | 2015-12-21        | –                    |
| 16. Belasting                                                 | 2013-04-08            | 2013-04-30         | 2015-03-30        | –                    |
| 17. Economisch en monetair beleid                             | 2013-01-10            | 2013-02-26         | 2018-06-25        | –                    |
| 18. Statistiek                                                | 2013-06-03            | 2013-06-25         | 2014-12-16        | –                    |
| 19. Sociaal beleid en werkgelegenheid                         | 2013-01-23            | 2013-03-13         | 2016-12-13        | –                    |
| 20. Ondernemings- & industriebeleid                           | 2012-10-25            | 2012-11-28         | 2013-12-18        | –                    |
| 21. Trans-Europese Netwerken                                  | 2013-04-22            | 2013-05-30         | 2015-06-22        | –                    |
| 22. Regionaal beleid en coördinatie van structuurinstrumenten | 2012-11-14            | 2012-12-18         | 2017-06-20        | –                    |
| 23. Rechterlijke macht en fundamentele rechten                | 2012-03-26            | 2012-05-31         | 2013-12-18        | –                    |
| 24. Justitie, vrijheid en veiligheid                          | 2012-03-28            | 2012-05-25         | 2013-12-18        | –                    |
| 25. Wetenschap en onderzoek                                   | 2012-09-24            | 2012-09-25         | 2012-12-18        | 2012-12-18           |
| 26. Onderwijs en cultuur                                      | 2012-09-26            | 2012-11-16         | 2013-04-15        | 2013-04-15           |
| 27. Milieu                                                    | 2013-02-04            | 2013-03-22         | 2018-12-10        | –                    |
| 28. Bescherming consumenten en volksgezondheid                | 2013-02-19            | 2013-04-16         | 2014-12-16        | –                    |
| 29. Douane-unie                                               | 2013-05-23            | 2013-06-21         | 2014-12-16        | –                    |
| 30. Buitenlandse betrekkingen                                 | 2013-05-14            | 2013-06-12         | 2015-03-30        | 2017-06-20           |
| 31. Buitenlands, veiligheids- en defensiebeleid               | 2013-05-17            | 2013-06-27         | 2014-06-24        | –                    |
| 32. Financiële controle                                       | 2013-05-16            | 2013-06-19         | 2014-06-24        | –                    |
| 33. Financiële en budgettaire bepalingen                      | 2013-05-15            | 2013-06-26         | 2014-12-16        | –                    |
| 34. Instellingen                                              | Niets om aan te nemen | –                  | –                 | –                    |
| 35. Andere kwesties                                           | Niets om aan te nemen | –                  | –                 | –                    |
| Voortgang                                                     | 33 van de 33          | 33 van de 33       | 33 van de 33      | 3 van de 33          |

Oprichting:

1957: ondertekening Verdrag van Rome door:
België · Frankrijk · Bondsrepubliek Duitsland · Nederland · Luxemburg · Italië

1958: oprichting Europese Economische Gemeenschap

Uitbreidingen:

1973: Denemarken · Ierland · Verenigd Koninkrijk

1981: Griekenland

1986: Portugal · Spanje

1995: Finland · Oostenrijk · Zweden

2004: Cyprus · Estland · Hongarije · Letland · Litouwen · Malta · Polen · Slovenië · Slowakije · Tsjechië

2007: Bulgarije · Roemenië

2013: Kroatië

Kandidaat-lidstaten:

Albanië · Bosnië en Herzegovina · Georgië · Moldavië · Montenegro · Oekraïne · Noord-Macedonië · Servië · Turkije

Potentiële lidstaten:

Kosovo 

Staten die hun aanvraag introkken:

IJsland · Liechtenstein · Noorwegen · Zwitserland
Overige Europese staten:

Armenië · Azerbeidzjan · Wit-Rusland · Rusland
Uitgetreden staten:

2020: Verenigd Koninkrijk